# Logrosán
Logrosán es una villa y municipio español, en la provincia de Cáceres, comunidad autónoma de Extremadura. Se encuentra situado al sureste de la provincia, limitando su término con la provincia de Badajoz. El municipio tiene alrededor de 1903 habitantes.
Este pueblo se encuentra en la  EX-102 , entre Zorita y Cañamero. El municipio es la capital del partido judicial de Logrosán y de la mancomunidad Villuercas-Ibores-Jara.

## Geografía física

### Localización

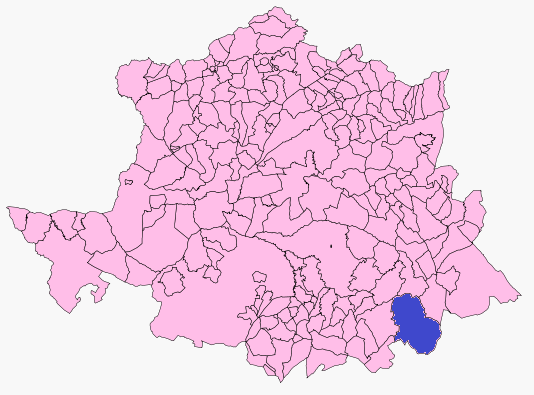
Localización del término municipal de Logrosán en la provincia de Cáceres.

Logrosán se encuentra situado en el extremo suroriental de la provincia, en la puerta del conjunto de montaña denominado «Las Villuercas» perteneciente a la cordillera Montes de Toledo. La localidad se asienta sobre la base de un stock granítico denominado "cerro de san Cristóbal", actualmente propiedad del Ayuntamiento de Logrosán, aflorado por encima de la superficie en el cuaternario, existen estudios de la Universidad de Extremadura, que aseguran que en la época de los tartesos explotaron las minas de estaño existentes. En el mes de mayo de 2013 comenzarán los trabajos de excavación para poner en valor los restos existentes.
Además del stock granítico predominan los materiales antiguos, con alternancia entre cuarcitas y pizarras que afloran a veces por encima del suelo provocando interesantes paisajes apalachenses.
Es cabecera de partido judicial.
| Noroeste: Zorita y Garciaz                  | Norte: Berzocana         | Noreste: Berzocana y Cañamero       |
| Oeste: Zorita                               |                          | Este: Cañamero y Casas de Don Pedro |
| Suroeste: Navalvillar de Pela y Madrigalejo | Sur: Navalvillar de Pela | Sureste: Puebla de Alcocer          |

## Naturaleza

### Geología
La tierra de Logrosán es rica en estaño (casiterita) y fosfatos (fluorapatita). Estos minerales fueron explotados intensivamente por compañías mineras inglesas durante la segunda mitad del siglo XIX y la primera mitad del siglo XX para fabricar fertilizantes químicos; una de las industrias características de la Segunda Revolución Industrial. En la actualidad se puede visitar una de estas minas, la Mina Constanaza.

### Zonas protegidas
En Logrosán se unen dos vías verdes. El Camino Natural de las Vegas del Guadiana termina en Logrosán, donde comienza un Camino Natural que une las localidades de Logrosán, Cañamero, Guadalupe pueblo de Guadalupe  y Alía, enlazando con la comarca de La Jara de la provincia de Toledo. Este es el camino natural o vía verde ver dónde se encuentra la patrona de Extremadura  más extensa de la península ibérica, con 165 km de longitud aproximadamente. Es el principal atractivo turístico de la localidad.

## Historia

### Prehistoria
Los primeros habitantes del pueblo se instalaron en la montaña San Cristóbal, en la Prehistoria. Era un pueblo de pastores y agricultores que comenzaron a utilizar herramientas de metal.

### Edad Antigua
Posteriormente, los romanos se asentaron en el monte, pero también en los bordes de los ríos y llanuras, lo que ayudó a desarrollar la agricultura. El nombre romano del pueblo era Lucretius. 

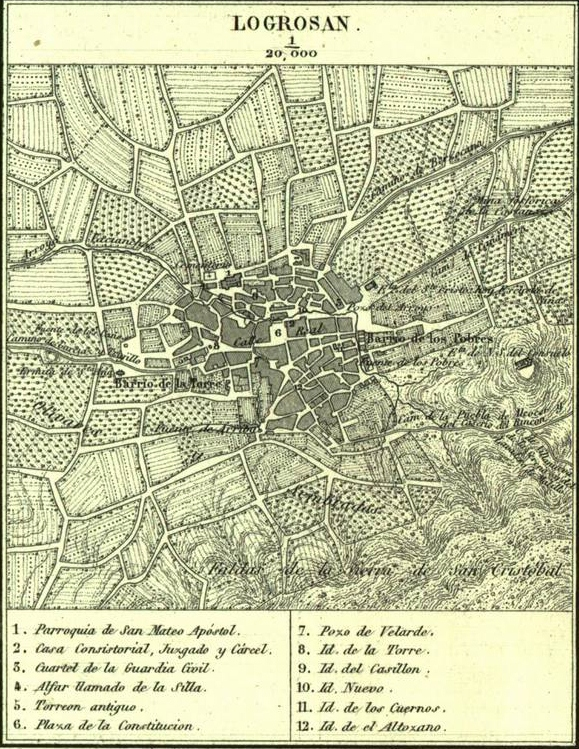
Mapa de mediados del siglo XIX de Logrosán, por Francisco Coello.

### Edad Media
El municipio apenas cuenta con evidencias de presencia visigoda. Sin embargo, las excavaciones arqueológicas han revelado la presencia de una localidad árabe en las llanuras y un castillo en la cima de la montaña de San Cristóbal.
En el siglo XIII, el reino de Castilla conquistó a los musulmanes la ciudad de Trujillo y sus territorios, incluyendo Logrosán. En el siglo XIV, el pueblo de Logrosán se extendió y desarrolló.

### Edad Moderna
En 1594 formaba parte de la Tierra de Trujillo en la Provincia de Trujillo, hasta que en el 1792 se le concedió el título de Villa, La Villa de Logrosán.

### Edad Contemporánea
A la caída del Antiguo Régimen la localidad se constituye en municipio constitucional en la región de Extremadura. Desde 1834 es sede del partido judicial de Logrosán. En el censo de 1842 contaba con 620 hogares y 3396 vecinos.
Localidad de cierta entidad en la primera mitad del siglo XX, alcanza 6595 habitantes en 1960, con casonas señoriales que nos hablan de un pasado de mayor esplendor. Población de gran importancia minera entre los siglos XIX y XX, perdidó la identidad de antiguo pueblo minero, que ahora está recuperando gracias a la puesta en valor de las minas existentes como atractivo turístico. Actualmente se pueden visitar las minas de fosfato, estando rehabilitado el Filón de la Mina Costanaza.

## Demografía
Logrosán cuenta con una población de 1903 habitantes (INE 2024).
| Gráfica de evolución demográfica de Logrosán entre 1842 y 2021                                                      |
| |
| Población de derecho según los censos de población del INE Población de hecho según los censos de población del INE |

## Administración y política
En la siguiente tabla se muestran los votos en las elecciones municipales de Logrosán, con el número de concejales entre paréntesis, en las elecciones municipales desde 2003:
| Año  | Año | Populares      | Socialistas   | Izquierda         | Centro            | Regionalistas     | Otros                    |
| ---- | --- | -------------- | ------------- | ----------------- | ----------------- | ----------------- | ------------------------ |
| 2003 |     | PP: 454 (3)    | PSOE: 578 (5) | IU-SIEX: 111 (0)  | No se presentaron | No se presentaron | GIL: 348 (3)             |
| 2007 |     | PP-EU: 677 (6) | PSOE: 440 (3) | IU-SIEX: 159 (1)  | No se presentaron | IPEX: 177 (1)     | No hubo más candidaturas |
| 2011 |     | PP-EU: 830 (7) | PSOE: 408 (3) | No se presentaron | No se presentaron | IPEX: 125 (1)     | No hubo más candidaturas |
| 2015 |     | PP: 635 (5)    | PSOE: 561 (5) | No se presentaron | C's: 174 (1)      | No se presentaron | No hubo más candidaturas |

| Periodo   | Nombre                                                     | Partido                      |
| --------- | ---------------------------------------------------------- | ---------------------------- |
| 1979-1983 | Antonio Hoyas                                              | UCD                          |
| 1983-1987 | Agustín Pedrero                                            | PSOE                         |
| 1987-1991 | Agustín Pedrero                                            | PSOE                         |
| 1991-1995 | Agustín Pedrero (hasta 1993) Fernando Pedrero (desde 1993) | PSOE                         |
| 1995-1999 | Manuel González                                            | GIL                          |
| 1999-2003 | Manuel González                                            | GIL                          |
| 2003-2007 | Fernando Pedrero                                           | PSOE                         |
| 2007-2011 | María Isabel Villa                                         | PP-EU                        |
| 2011-2015 | María Isabel Villa                                         | PP-EU                        |
| 2015-2019 | Juan Carlos Hernández                                      | PSOE                         |
| 2019-2023 | Juan Carlos Hernández                                      | PSOE                         |
| 2023-act. | Julio Roldán Masa                                          | Ciudadanos (coalición CS-PP) |

## Economía
Económicamente se trataba de una localidad deprimida, con un escaso nivel productivo y una renta muy por debajo de la media de la región. Pero desde hace dos años,[¿cuándo?] se está construyendo la mayor Plataforma Solar de Europa, con cuatro centrales termosolares de 50Mw cada una, dos de ellas ya en funcionamiento, gracias a la inversión de Itochu y Abengoa Solar. Predominan el sector primario y terciario. Las explotaciones agrícolas son extensivas, y la explotaciones ganaderas son muy abundantes con gran cantidad de ganado bovino. No existe industria alguna asociada a este sector, aunque el sector servicios está muy desarrollado, contando con casas rurales, hostales, alojamientos rurales, restaurantes, residencia de ancianos, guardería, colegio público, instituto, notaría, Registro de la Propiedad, Juzgado de Primera Instancia e Instrucción, Recogida Selectiva de Residuos, y en breve contará con Planta de Transferencia de Residuos de Demolición e ITV.
La principal actividad es la ganadería: 64.144 cabezas de ovino, 3.645 de vacuno y 2.146 cerdos (último[¿cuándo?] censo ganadero).
La Cooperativa del Campo San Mateo envasa aceite de oliva virgen de la producción de los olivares locales.
Los productos del término municipal de Logrosán están incluidos en las siguientes Denominaciones de Origen: D.O. Queso de Los Ibores, D.O. Miel Villuercas-Ibores, D.O. Vinos Ribera del Guadiana y Denominaciones Específicas:   D.E. Cordero de Extremadura, D.E. Vinos de la Tierra y D.E. Ternera de Extremadura.
La Feria Agroganadera se celebra el segundo fin de semana de junio.
Con la intención de diversificar las fuentes de ingreso se ha establecido un polígono industrial, El Palomar.

## Transportes
Carreteras
Vías de acceso:
- Por la carretera EX-102 de Miajadas al límite de provincia de Toledo (Puerto de San Vicente).
- Por la carretera EX-118 a Navalmoral de la Mata
- Por la carretera EX-208 a Guadalupe

Vehículo privado
Dispone de área de acogida para las autocaravanas con un punto de gestión ecológica de residuos en la calle Palomar.

## Servicios públicos

### Educación
La localidad cuenta con una guardería municipal de 15 plazas para niños a partir de los 16 meses y con el centro de educación infantil y primaria Nuestra Señora del Consuelo. Además, en Logrosán hay un Centro de Educación Secundaria y Bachillerato (IES), el IES Mario Roso de Luna, que recibe alumnos de los municipios de Cañamero, Berzocana, Guadalupe y Alía y que dispone de un módulo de Formación Profesional de Electricidad y otro de Auxiliar Administrativo.

### Sanidad
Pertenece al área de salud de Cáceres y, dentro de ella, es sede de una zona de salud que abarca los municipios de Logrosán y Cañamero. La villa cuenta con un centro de salud con punto de atención continuada en la calle Gran Vía. En cuanto a la sanidad privada, en la villa hay una clínica dental, un centro de reconocimiento médico y una farmacia. Las farmacias de esta zona de salud coordinan sus turnos de guardia con las de la zona de salud de Guadalupe.

## Medios de comunicación
El periódico regional Hoy cuenta con una edición local en Logrosán. Existió además un periódico local, Logrosán al Día.
El municipio recibe la señal de la TDT de los repetidores de televisión de Montánchez y Guadalupe.

## Patrimonio

### Religioso

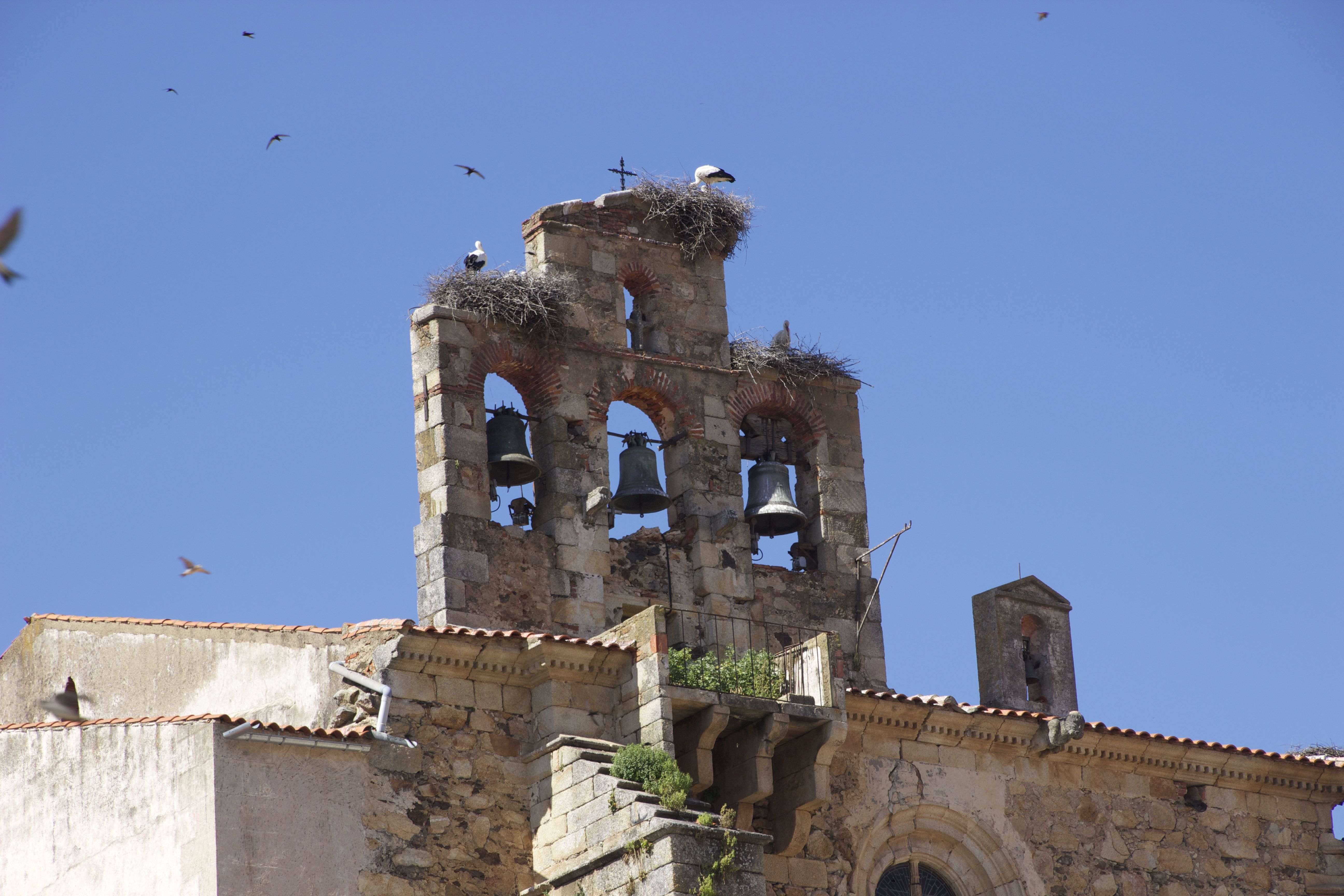
Espadaña de San Mateo.

- Iglesia parroquial de San Mateo. Iglesia parroquial católica bajo la advocación de  San Mateo Apóstol y Evangelista, en la archidiócesis de Mérida-Badajoz, diócesis de Plasencia, sede del Arciprestazgo de Logrosán.[24] Joya del gótico rural, su capilla mayor emula en altura y pretensiones a las catedrales góticas de Plasencia o Coria con bóvedas de nervaduras de un gótico tardío que sorprende por su majestuosidad. De aspecto catedralicio por sus dimensiones. En ella se encuentra la talla del siglo XIII de Nuestra Señora del Carrascal. Su campanario está coronado de cigüeñas.
- Ermita de la Virgen del Consuelo. Lugar muy venerado por los lugareños donde destacan sus cupulinas rematadas con curiosas linternas. En ellas se venera la imagen de la Virgen del Consuelo, patrona de la villa. El lugar, en la cima de un cerro, ofrece al visitante vistas de su dehesa boyal y desde donde se pueden contar más de treinta mil encinas, cuya vista se pierde en la vecina provincia de Badajoz.
- Ermita de Santa Ana
- Ermita del Cristo (siglo XVI)

### Civil
- Cerro de San Cristóbal. Hay muchos vestigios del paso de diversas culturas por el cerro hace miles de años. Por ello desde el Ayuntamiento y desde la Universidad de Extremadura trabajan en conjunto por el proyecto de excavar, catalogar e investigar los restos existentes.

El pueblo se halla salpicado de casas señoriales. Son como un recuerdo imborrable de su pasada estructura social conformada básicamente por terratenientes y jornaleros. La mayoría son de familias pudientes antaño, pero hoy venidas a menos, lo que explica la lamentable situación de ruina de muchas de estas hermosísimas casas, de techos artesonados y decorados, escalinatas de piedra de granito, amplios corredores y bellos patios y corrales.

### Otros lugares de interés

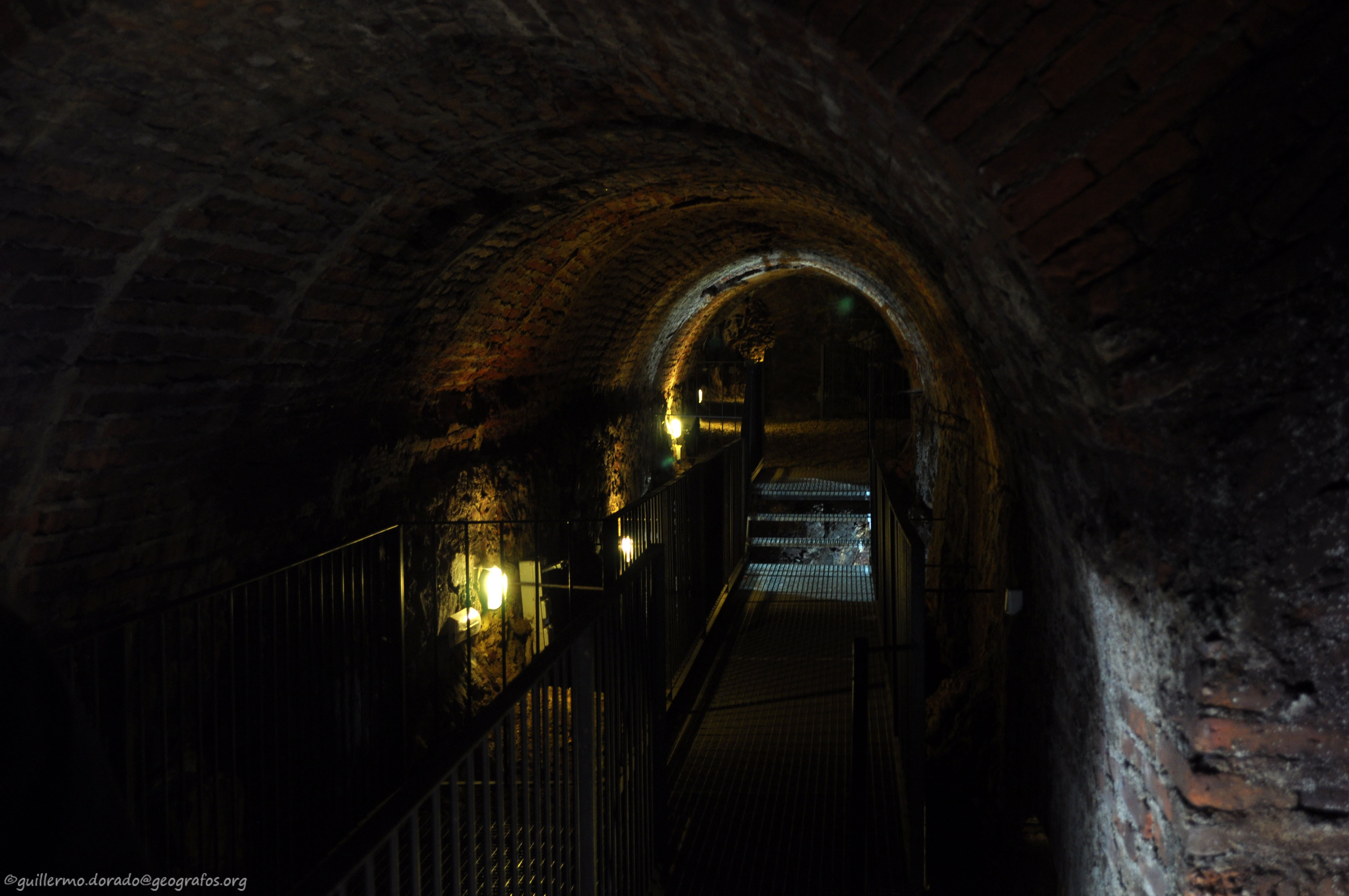
Interior de la Mina Costanaza.

- El Helechal: lugar donde antiguamente se hacía la colada. Un paraje de hondas tradiciones y singular belleza que hoy se encuentra rehabilitado y donde se puede ir a pasar una estupenda tarde con la merendilla como hace años.
- Mina Costanaza: monumento al pasado minero de la localidad con posibilidad de visitar sus galerías y un centro de interpretación.
- La estación del tren: un homenaje a la improvisación y el derroche del pasado, y al abandono y la apatía del presente (alimentado por la desorganización entre las Administraciones). Se prevé la expropiación por parte del Ayuntamiento a sus propietarios Adif para construir un albergue, un centro de interpretación y un Museo del Ferrocarril al aire libre.
- El Puente romano: A pesar de su nombre, se trata de una construcción medieval, cuyo mayor interés es el paraje donde se halla.
- Archivo histórico, el cual se está reorganizando disponiendo de la Novísima Compilación de 1904.
- Museo Etnográfico
- Plaza de España
- Ayuntamiento
- Rollo o picota (concesión de la calidad de Villa en 1792)
- Casa de Mario Roso de Luna

## Urbanismo

### Parques y jardines
- Parque del alcornocal. Situado en la entrada oeste del pueblo, se trata de un pequeño bosque de alcornoques centenarios de varias decenas de metros de altura. En los años 70 fue convertido en el principal parque municipal de la localidad. Hoy alberga instalaciones deportivas, piscinas, parque infantil y la Casa de la Cultura. Durante el verano es un lugar muy visitado.

## Cultura

### Entidades culturales
Museos
El pueblo cuenta con dos museos, el Museo de Logrosán dedicado a las bellas artes, y el Museo Etnográfico que muestra la casa tradicional del lugar.

## Patrimonio cultural inmaterial

### Festividades
En la villa de Logrosán se celebran las siguientes festividades:
- Cabalgata de Reyes
- Sardinada popular en el Entierro de la Sardina, el martes al terminar los Carnavales.
- Semana Santa, es una de las fiestas más importantes del pueblo. Durante esta semana se celebran procesiones y numerosas actividades religiosas, como la representación de la obra "La Pasión de Cristo" en la iglesia de San Mateo.
- Lunes de Pascua. Romería de La Jira.
- 1 de mayo. Romería
- Segundo domingo de agosto. Nuestra Señora del Consuelo (fiestas patronales)
- 12 de diciembre. Luminarias por diferentes partes del pueblo, en las cuales los vecinos hacen una fogata donde se cocinan carnes y cantan.
- Navidades, portal viviente y degustación de migas extremeñas.

### Gastronomía
- Ajoblanco
- Cordero y cochinillo asado
- Jamones y chorizos ibéricos

Dulces artesanos
- Perrunillas
- Bollos de chicharrones
- Roscas de miel
- Buñuelos

## Deporte

### Instalaciones deportivas
El pueblo tiene un  campo de fútbol, un campo polideportivo exterior, un  pabellón deportivo interior, un gimnasio privado, un circuito de autocross "La colá" y  una piscina municipal.

### Entidades deportivas
El municipio cuenta con un equipo de fútbol que en la temporada 2010-2011 juega en la primera regional, el Logrosán CF. Tiene además varias asociaciones que desarrollan el ciclismo y el senderismo en la zona.

### Eventos deportivos
En el mes de junio se celebra el torneo de fútbol sala Villa de Logrosán, de dos días de duración y alcance regional.

A mediados del mes de mayo se celebra la prueba de ciclismo de montaña denominada "Titán Villuercas", siendo la prueba inaugural del Open de España de Mountain Bike - Maratón, recorriendo gran parte de la geografía de las Villuercas y alcanzando un gran protagonismo a nivel nacional.
El primer fin de semana de agosto se celebran las 24 horas de fútbol sala, que cuentan con diferentes categorías y duran todo el fin de semana, justo la semana precedente a las fiestas patronales. 